# خانه مبصرالممالک صالح
خانه مبصرالممالک صالح مربوط به دوره قاجار است و در کاشان، محله سرسنگ واقع شده و این اثر در تاریخ ۲۶ آبان ۱۳۷۵ با شمارهٔ ثبت ۱۷۶۸ به‌عنوان یکی از آثار ملی ایران به ثبت رسیده است.